# Simon Straub
Simon Straub (* vermutlich Ende 1662 bis Mitte 1663 in Friedenweiler; † 29. März 1730 in Rudenberg, heute Titisee-Neustadt) war ein deutscher Geigenbauer. Er zählte zur vierten Generation der Geigenbauer-Dynastie Straub und gilt als einer ihrer besten Vertreter.

## Leben
Simon Straub wurde vermutlich Ende 1662 bis Mitte 1663 in Friedenweiler im Schwarzwald als Sohn des Geigenmachers Franz Straub und dessen erster Frau Catharina Esser geboren. Die Familie Straub gehörte über sechs Generationen hinweg zu den bedeutendsten Vertretern des Schwarzwälder Geigenbaus. Wie auch sein Bruder wurde Simon von seinem Vater ausgebildet, welcher der Alemannischen Schule angehörte. 1686 heiratete er Agatha Meier und bezog mit ihr um 1690 einen Hof in Langenordnach im heutigen Titisee-Neustadt, heute bekannt als Unteres Wirtshaus, wo die meisten seiner Geigen entstanden und er seinerseits drei Söhne im Geigenbau unterrichtete. Um 1709 zog er mit seiner Familie in ein Haus in Rudenberg, da sein jüngster Bruder den Hof in Langenordnach übernahm. Nach dem Tod seiner Frau 1718 heiratete er die 33 Jahre jüngere Maria Raufer.
Nach dem Tod seines Vaters festigte sich in seiner Hauptschaffensperiode zwischen 1700 und 1730 sein Ruf als herausragender Geigenbauer, der auch nach seinem Tod bestehen bleiben sollte, so bezeichnete ihn Willibald von Lütgendorff als "besten Meister der Familie Straub". Sein Eintrag im Sterbebuch der Gemeinde Rudenberg trägt den Zusatz "famosissimus Cheliser" (berühmtester Geigenbauer).
Simon Straub verwendete als Erkennungsmerkmal der Straubgeigen einen geschnitzten Löwenkopf zum Abschluss des Wirbelkastens. Seine Geigen wurden im gesamten deutschsprachigen Raum wie auch nach Ungarn und Holland verkauft.

## Trivia
Ludwig van Beethoven benutzte in frühen Jahren eine Straubgeige, welche heute im Beethoven-Haus in Bonn ausgestellt ist. Ein weiteres Exemplar von Straubs Werken findet sich in der Staatlichen Sammlung alter Musikinstrumente in Berlin.
Der historische Roman Geigenholz der Autorin Birgit Hermann ist am Leben von Simon Straub angelehnt und befasst sich vor allem mit möglichen Wanderschaften des Geigenbauers wie auch der Herkunft seiner Löwenköpfe anstelle der üblichen Schnecke.